# Косов, Сергей Андреевич
Сергей Андреевич Косов (род. 31 января 1986 года) — российский футболист, вратарь.

## Карьера
Воспитанник СДЮШОР «Смена» Санкт-Петербург и ДЮСШ «Волынь» Луцк. Начинал карьеру в «Зените» Санкт-Петербург. Летом 2006 года перешёл в финский «Люнкс», затем играл в команде ОПА Оулу.
В июле 2008 года перешёл в молдавскую «Нистру» Отачь. В сезоне 2008/09 сыграл в Национальной дивизии 14 матчей, в которых пропустил 18 голов. В итоге его клуб занял 8 место в чемпионате Молдавии. Летом 2010 года подписал контракт с литовским клубом «Шяуляй». Дебютировал в чемпионате Литвы 25 июля в игре против «Судувы», которая завершилась нулевой ничьей. Чуть ранее, 15 и 22 июля 2010 года, провёл два матча с польской «Вислой» Краков. Эти встречи, проходившие в рамках второго квалификационного раунда Лиги Европы сезона 2010/11, завершилась разгромом литовцев с суммарным счётом 0:7.
В марте 2011 года присоединился к латвийскому клубу «Юрмала-VV». Свой первый матч в высшей лиге провёл 3 апреля: это была игра с «Вентспилсом», окончившаяся поражением 0:4, сам Косов был удалён с поля на 49-й минуте. После того, как отыграл 8 матчей в чемпионате Латвии, он был отпущен из клуба в статусе свободного агента.